# ياسمين بيريرا
ياسمين بيريرا (بالإنجليزية: Jasmine Pereira)‏ (20 يوليو 1996 بأوكلاند في نيوزيلندا - ) هي لاعبة كرة قدم نيوزلندية في مركز الهجوم، شاركت في الألعاب الأولمبية الصيفية 2016. وشاركت مع منتخب نيوزيلندا تحت 17 سنة للسيدات لكرة القدم ‏ ومنتخب نيوزيلندا تحت 20 سنة للسيدات لكرة القدم ‏ ومنتخب نيوزيلندا الوطني لكرة القدم للنساء.

## وصلات خارجية
- ياسمين بيريرا على موقع الاتحاد الدولي (مؤرشف)  (الإنجليزية)
- ياسمين بيريرا على موقع الاتحاد الأوربي (الإنجليزية)
- ياسمين بيريرا على موقع قاعدة بيانات كرة القدم.إي يو (الإنجليزية)
- ياسمين بيريرا على موقع Soccerway.com (الإنجليزية)
- ياسمين بيريرا على موقع عالم كرة القدم.نت (الإنجليزية)
- ياسمين بيريرا على موقع أوليمبيديا (الإنجليزية)
- ياسمين بيريرا على موقع اللجنة الأولمبية النيوزيلندية (الإنجليزية)